# 阿部修士
阿部 修士（あべ のぶひと、1981年 - ）は、日本の認知神経科学研究者、京都大学人と社会未来研究院教授。ヒトの「正直/不正直」を生む脳の機構などを研究課題としている。

## 経歴
北海道釧路市生まれ。
2003年に東北大学文学部人文社会学科を卒業し、2005年に東北大学大学院医学系研究科障害科学専攻博士後期課程を修了。2008年年に博士後期課程を修了し、博士論文「Neural basis of human deceptive behavior : evidence from neuroimaging and neuropsychology（ヒトの欺瞞行動に関わる神経基盤 : 脳機能画像法と神経心理学からの知見）」により東北大学から博士（障害科学）を取得した。その後、東北大学大学院医学系研究科にて、研究支援者、助教を経て、2010年から2012年にかけて日本学術振興会海外特別研究員としてハーバード大学心理学科に学び、帰国後、京都大学こころの未来研究センター特定助教に転じ、2013年に特定准教授、2019年に准教授などを経て、2022年に京都大学人と社会の未来研究院准教授となり、2024年に教授に昇任した。
この間、2015年には、日本心理学会国際賞奨励賞を受賞した。

## おもな著書

### 単著
- 意思決定の心理学 脳とこころの傾向と対策、講談社（講談社選書メチエ）、2017年
- あなたはこうしてウソをつく、岩波書店（岩波科学ライブラリー）、2021年